# Ebeltoft
Ebeltoft è un centro abitato danese compreso nel comune di Syddjurs e situato nella regione dello Jutland Centrale sulla costa orientale della penisola dello Jutland.

## Geografia
Situata circa 30 km ad est di Aarhus e 28 km a sudovest di Grenaa sul lato orientale di una penisola che si protende verso sud nel Kattegat. Ebeltoft si affaccia sulla baia chiamata Ebeltoft Vig, a est della penisola si trova lo stretto di Hjelm che la separa dall'isola di Hjelm.
L'area geografica in cui si trova la cittadina è chiamata Djursland, nei pressi della cittadina si trova il lago di Stubbe (Stubbe Sø) e diverse colline, il terreno morenico e collinoso intorno alla acittà prende il nome di Mols Bjerge (Montagne di Mols) ed è compreso nel parco nazionale Mols Bjerge.

## Storia
Fino al 1º gennaio 2007 è stato un comune situato nella contea di Århus, il comune aveva una popolazione di 14 997 abitanti (2005) e una superficie di 296 km².
Dal 1º gennaio 2007, con l'entrata in vigore della riforma amministrativa, il comune è stato soppresso e accorpato ai comuni di Midtdjur, Rosenholm e Rønde per dare luogo al neo-costituito comune di Syddjurs compreso nella regione dello Jutland Centrale.

## Monumenti e luoghi di interesse
Il centro storico della cittadina si sviluppa intorno all'edificio del vecchio municipio Det Gamle Rådhus risalente al XVI secolo e che ora fa parte dell'Ebeltoft Museum.
Nel porto di Ebeltoft è ancorata la fregata Jylland, varata nel 1860 è ora un museo.